# Iglesia de San Pablo (Albacete)
La iglesia de San Pablo, también conocida como Salesianos, es un templo religioso de culto católico situado en la ciudad española de Albacete.

## Historia
La parroquia de San Pablo fue creada el 4 de septiembre de 1964 por decreto del obispo de la diócesis de Albacete, Arturo Tabera Araoz. Su primer párroco fue Hermenegildo García.
Los Salesianos se hicieron cargo de la iglesia entre 1984 y 2013, cuando cedieron su lugar a un nuevo párroco de la diócesis de Albacete.

## El belén de San Pablo
Cada Navidad es montado en la parroquia el tradicional belén de San Pablo, que es visitado por multitud de albaceteños y visitantes.

## Características
La iglesia está situada en el barrio de San Pablo de la capital albaceteña. Forma parte del arciprestazgo número tres de la ciudad, perteneciente a la diócesis de Albacete.